# Beyblade Burst
Vòng Xoay Thần Tốc  (Nhật: ベイブレードバースト Hepburn: Beiburēdo Bāsuto, Beyblade Burst), đôi khi còn được gọi là "Con Quay Bùng Nổ", là một bộ manga và đồ chơi do Hiro Morita sáng tạo, dựa trên thương hiệu đồ chơi Beyblade gốc của Takara Tomy. Đây là hiện thân thứ ba của thương hiệu sau loạt Metal Fight. Đồ chơi Beyblade Burst ra mắt vào ngày 15 tháng 7 năm 2015 trong khi bộ manga gốc được đăng nhiều kỳ trong tạp chí manga dành cho trẻ em CoroCoro Comic của Shogakukan vào tháng 8 năm 2015 và hiện được tổng hợp thành hai mươi bộ tankōbon. Chi nhánh Đông Nam Á của Shogakukan đã bắt đầu xuất bản nó trong tiếng Anh vào tháng 4 năm 2017.
Anime chuyển thể từ bộ manga này được sản xuất bởi OLM và được phát sóng trên tất cả các đài TXN ở Nhật Bản vào ngày 4 tháng 4 năm 2016. ADK Emotions NY, Inc. đã cấp phép cho anime và Hasbro cấp phép cho dòng đồ chơi trong tiếng Anh; đánh dấu lần đầu tiên bản chuyển thể tiếng Anh của thương hiệu này không do Nelvana sản xuất. Hai phần phim đầu tiên ban đầu được lồng tiếng Anh tại Vancouver, British Columbia và Calgary, Alberta ở Canada bởi Ocean Productions và studio chị em Blue Water. Kể từ phần thứ ba; phim được lồng tiếng Anh tại Los Angeles, California, Hoa Kỳ bởi Bang Zoom! Entertainment. Bản lồng tiếng này sẽ là một trong những vai lồng tiếng anime cuối cùng của Gabe Khouth, người đã qua đời hai năm sau đó.

## Nội dung

### Beyblade Burst - Vòng Xoay Thần Tốc(2016–2017)
Câu chuyện xoay quanh Valt Aoi và Shu Kurenai cũng như những người bạn cùng lớp của cậu tại trường Beigoma Academy, Nhật Bản. Khi không học, mọi người thường bị ám ảnh bởi những chiếc con quay Beyblade của họ. Từ đó họ thành lập một câu lạc bộ Beyblade của trường và thách thức với nhau tham gia các trận đấu tại sân Beyblade của họ. Những người bạn cuối cùng trở thành đối thủ thân thiện khi họ thi đấu với nhau trong một cuộc thi để giành lấy danh hiệu Blader hàng đầu Nhật Bản. Mùa đầu tiên này có 51 tập. Cuối cùng Valt thua trận chung kết trước Lui Shirosagi.

### Beyblade Burst God- Vòng Xoay Thần Tốc S2(2017–2018)
Valt Aoi, người đến từ Nhật Bản, từng là đối thủ cạnh tranh hàng đầu tại Giải vô địch Nhật Bản, được tuyển chọn vào đội danh tiếng "BC Sol" ở Tây Ban Nha. Sau đó cậu hướng đến Tây Ban Nha. Khi đến Tây Ban Nha, cậu tình cờ gặp một số người bạn cũ và gặp một số người mới, những người cuối cùng đã đồng hành cùng cậu trong cuộc hành trình của mình. Trận chiến đầu tiên của Valt ở Tây Ban Nha để lại cơ hội cho con quay của anh ta, Valkyrie, có cơ hội phát triển, khiến nó trở nên mạnh mẽ hơn. Valt và những người bạn của mình đặt mục tiêu trở thành Nhà vô địch thế giới; tuy nhiên, để đủ điều kiện, trước tiên họ phải tham dự Liên đoàn Châu Âu bằng cách giành chiến thắng trong các trận đấu đồng đội với các đội khác trên toàn cầu. Sau chiến thắng trước BC Sol ở World League, Valt đã tham gia giải đấu International Blader's Cup.

### Beyblade Burst Chouzetsu 'Super Z' - Vòng Xoay Thần Tốc 3(2018–2019)
Hai năm sau International Blader's Cup, câu chuyện tập trung vào Aiger Akabane, một "đứa trẻ hoang dã" lớn lên trong tự nhiên. Sau khi chiến đấu với Blader số 1 thế giới "Valt Aoi", cậu có cảm hứng để trở thành Blader số 1 thế giới, cùng với con quay của mình, Z Achilles. Anh ấy đặt mục tiêu chiến đấu với những đối thủ mạnh trong nỗ lực trở nên mạnh mẽ hơn. Để đánh bại huyền thoại Blader Valt Aoi và trở thành nhà vô địch thế giới, Aiger bắt đầu cuộc hành trình của mình.

### Beyblade Burst Gachi 'GT' - Vòng Xoay Thần Tốc 4(2019–2020)
Blader huyền thoại Valt Aoi đã và đang đào tạo thế hệ Blader ưu tú tiếp theo tại BC Sol ở Tây Ban Nha. Một ngày nọ, tân binh Dante Koryu và Delta Zakuro chứng kiến cảnh Valt giải phóng sức mạnh Gamma mới phát triển của mình, Slash Valkyrie. Trước sự ngạc nhiên của họ, Valkyrie tỏa ra ánh sáng vàng khi nó bắn xung quanh sân đấu. Lấy cảm hứng từ khả năng vô hạn của trạng thái "Sức mạnh hoàng kim" này, cả Dante và Delta đều tìm kiếm sự liên kết sức mạnh với con quay của họ.
Dante và cộng sự của mình, Ace Dragon, lên đường đến Nhật Bản, nơi mà Beyblade được khai sinh. Nhưng con đường đến vinh quang sẽ không dễ dàng; rất nhiều đối thủ khó chơi và nhiều con quay Gamma cản đường họ, trong số đó có một số tuyển thủ xuất sắc nhất từng ra sân thi đấu. Dante sớm nhận ra rằng cậu sẽ phải làm bất cứ điều gì cần thiết để làm sâu sắc thêm mối quan hệ của mình với con quay của cậu.

### Beyblade Burst Sparking 'Superking' - Vòng Xoay Thần Tốc 5(2020–2021)
Tuyển thủ Beyblade mới cùng thách đấu với những tuyển thủ huyền thoại với mục tiêu vượt qua giới hạn của chính mình. Cùng anh em nhà Hizashi: Hyuga và Hikaru và đánh bại Lain - người luôn muốn thống trị Beyblade trong thế giới u ám, tối tăm, nhằm mang tới một thế giới Beyblade hoàn toàn mới.

### Beyblade Burst Dynamite Battle 'DB' - Vòng Xoay Thần Tốc 6(2021–2022)
Câu chuyện xoay quanh Bel Daizora, thủ lĩnh của nghĩa trang Bey "Cổng ma". Bel, người nắm giữ Dynamite Belial, tuyên chiến với những người chơi Beyblade trên toàn thế giới. Với Ranzo Kiyama và Bashara Suiro, hành trình của họ mở ra khi Bel tiến tới trở thành Hoàng tử bóng tối.

### Nhân vật
Valt Aoi / Baruto Aoi (蒼井 バルト Aoi Baruto)
Lồng tiếng bởi: Marina Inoue (tiếng Nhật), Sabrina Pitre (phần 1-2), Kimlinh Tran (phần 3-5) (tiếng Anh)
Nhân vật chính của Beyblade Burst. Một cậu bé đầy nghị lực với ước mơ trở thành nhà vô địch thế giới. Cậu là học sinh của học viện Beigoma, cậu có thói quen là hay khóc và khá hậu đậu
Toko Aoi
Cậu là em trai của Valt và là anh của Nika Aoi. Cậu và Nika là song sinh. Cậu rất thích chơi trò chơi và cậu cũng học ở trường Beigoma
Nika Aoi
Cô là em gái của Valt và Toko. Cô ấy không thích Beyblade và học cùng trường với Toko
Rantaro Kiyama (黄山 乱太郎 Kiyama Rantarō)
Lồng tiếng bởi: Fumihiro Okabayashi (tiếng Nhật), Matt Hill (phần 1-2), Kevin K. Gomez (phần 5) (tiếng Anh)
Còn được gọi là The Head Honcho or Honcho / The Boss (クミチョー Kumicho). Rantaro là thành viên của Beigoma Academy BeyClub và BC Sol cũng như huấn luyện viên cho The Bombers. Cậu chuyên đi bắt nạt các bạn, nhất là Valt. Anh ấy cũng là anh trai của Ranjiro. Là người nắm giữ
Ranjiro Kiyama (黄山 乱次郎 Kiyama Ranjiro)
Lồng tiếng bởi: Fumihiro Okabayashi (tiếng Nhật), Derek Stephen Prince (tiếng Anh)
Còn được biết đến là Cap'n (ソーチョー Socho) và em trai của Rantaro và là thủ lĩnh của Wild Bey Gang.
Shu Kurenai (紅 シュウ Kurenai Shū) / Red Eye (レッドアイ Reddo Ai)
Lồng tiếng bởi: Junya Enoki (tiếng Nhật), Adrian Petriw (phần 1-2), Alan Lee (phần 3 & 5) (tiếng Anh)
Bạn thân thời thơ ấu và là đối thủ chính của Valt. Anh ta cũng là một trong Bộ tứ tối cao và là cựu thành viên của Raging Bulls.
Gia đình Akabane
Aiger Akabane / Aiga Akaba (赤刃アイガ  Akaba Aiga)
Lồng tiếng bởi: Tomoko Ikeda (tiếng Nhật), Laura Stahl (tiếng Anh)
Nhân vật chính trong Burst Turbo. Một cậu bé 11 tuổi nóng tính với ước mơ trở thành blader mạnh nhất thế giới sau khi chứng kiến sức mạnh của huyền thoại Blader "Valt Aoi". Cậu đã cùng Shu chế tạo Turbo Achilles và dành chiến thắng trước Phi
Naru Akabane
Cô là em gái của Aiger. Cô không thích Beyblade nhưng rất thích cùng Aiger chế tạo Beyblade

Fubuki Sumiye / Fubuki Sumie (墨江フブキ Sumie Fubuki)
Lồng tiếng bởi: Rikuya Yasuda (tiếng Nhật), Zachary Young (khi trẻ, phần 2), Billy Kametz (phần 3) (tiếng Anh)
Lãnh đạo của Beigoma Academy BeyClub cho đến khi anh ấy lên đường sang Mỹ.
Phi
Cậu là một kẻ hủy diệt các con quay. Cậu là anh trai của Hyde và là người nắm giữ Revive Phoenix, Sau này, khi cậu phá huỷ Beyblade của em trai mình-Dread Hades,thì sau đó đã tiến hoá thành Dread Phoenix nhờ sự giúp đỡ của tiến sĩ Evel Oxford cùng với dữ liệu từ Hades,nhưng cuối cùng đã để thua trước Aiger và Turbo Achillies
Hyde
Cậu là chúa tể của Dread Tower khi Phi bỏ đi. Cậu là em trai của Phi và là người nắm giữ Dread Hades nhưng sau đó đã bị phá huỷ bởi anh của mình-Phi và Revive Phoenix

Dante Koryu / Drum Koryu (虹龍ドラム   Kōryū Doramu)
Lồng tiếng bởi: Megumi Han (tiếng Nhật), Erika Harlacher (tiếng Anh)
Nhân vật chính trong Burst Rise và là thành viên của Victories. Là người nắm giữ Ace Dragon,Grand Dragon và Rock Dragon,Sau này do Beyblade của cậu bị phá huỷ bởi Arthur Peregrine- Prime Apocalypse, cậu đã chế tạo ra Imperial Dragon- một hình thái kết hợp của Ace,Grand,Rock Dragon, Ngoài Imperial Dragon, cậu còn có Master Dragon-một sự kết hợp của Master Diabolos và Imperial Dragon.
Arman Kusaba
Lồng tiếng bởi: Atsushi Abe (tiếng Nhật), Griffin Puatu (tiếng Anh)
Một thành viên của Victories và là anh trai của Taka Kusaba. là người nắm giữ Bushin Ashura
Delta Zakuro / Delta Akane (茜デルタ  Akane Deruta)
Lồng tiếng bởi: Kensho Ono (tiếng Nhật), Brian Timothy Anderson (tiếng Anh)
Một trong những thành viên của Bộ Ba Mới và là một thành viên mới của Victories, là người nắm giữ Venom Diabolos và Erase Diabolos, Sau này khi cả hai Beyblade của cậu đã bị phá huỷ bởi Arthur Peregrine- Prime Apocalypse, cậu đã chế tạo ra Master Diabolos- một hình thái kết hợp của Venom,Erase Diabolos.
Hikaru Hizashi / Hikaru Asahi (朝日ヒカル Asahi Hikaru)
Lồng tiếng bởi: Haruka Tomatsu (tiếng Nhật), Jade Dennis (tiếng Anh)
Một trong hai nhân vật chính trong Burst Surge và là anh trai của Hyuga.
Hyuga Hizashi / Hyuga Asahi (朝日ヒュウガ Asahi Hyūga)
Lồng tiếng bởi: Natsumi Fujiwara (tiếng Nhật), Ryan Bartley (tiếng Anh)
Một trong hai nhân vật chính trong Burst Surge và là em trai của Hikaru.
Lain Valhalla / Lean Walhalla (レーン・ヴァルハラ Rēn Varuhara)
Lồng tiếng bởi: Kaito Ishikawa (tiếng Nhật), Daman Mills (tiếng Anh)
Nhân vật phản diện chính trong Burst Surge và là học trò cũ của Shu.
Bel Daizora (大黒天ベル Daikokuten Beru)
Lồng tiếng bởi: Mutsumi Tamura (tiếng Nhật), Morgan Berry (tiếng Anh)
Nhân vật chính trong Burst Dynamite Battle. Còn được biết đến là Demon King (魔王 Maō) và là người lãnh đạo nghĩa địa Beyblade "Makai no Mon". Là người nắm giữ Dynamite Belial,Sau này, do thua trận với Rashad, anh đã chế tạo ra Dangerous Belial,một hình thái nâng cấp của Dynamite Belial.
Ranzo Kiyama (ランソー・キヤマ Ranzō Kiyama)
Lồng tiếng bởi: Fumihiro Okabayashi
Một blader từ Brazil. Anh là anh em họ của cả Rantaro và Ranjiro.l
Rashad Goodman (ラシャド・グッドマン Rashado Guddoman)
Lồng tiếng bởi: Daisuki Ono
Một blader xuất hiện trong bộ anime Burst Dynamite Battle. Anh có một beyblade tên là Savior Valkyrie giống Valt Aoi, nhưng có màu đỏ. Sau này anh đã chế tạo ra Greatest Raphael và cũng chính là Beyblade hiện tại của anh do được Valt động viên

## Phương tiện

### Anime
Bộ phim anime truyền hình chuyển thể từ bộ manga đã được công bố vào ngày 18 tháng 6 năm 2015 bởi D-Rights và Takara Tomy. Anime được sản xuất bởi OLM do Katsuhito Akiyama làm đạo diễn với Toshiaki Ōhashi phụ trách thiết kế nhân vật và Hideki Sonoda xử lý thành phần phim. Anime được phát sóng trên TXN từ ngày 4 tháng 4 năm 2016 đến ngày 27 tháng 3 năm 2017. Bản lồng tiếng Anh của anime được chiếu lần đầu trên Teletoon ở Canada vào ngày 10 tháng 9 năm 2016  và trên Disney XD vào ngày 2 tháng 10. Bản lồng tiếng Anh đã được công chiếu trên 9Go! tại Úc vào ngày 5 tháng 12 năm 2016 và trên Disney XD ở Hoa Kỳ vào ngày 19 tháng 12 năm 2016. Phiên bản phụ đề tiếng Anh bắt đầu phát trực tuyến trên Daisuki ở Hoa Kỳ vào ngày 27 tháng 12 năm 2016 từ 9:30 sáng cho đến khi trang web ngừng hoạt động vào năm 2017. và trên Pop Max ở Vương quốc Anh vào ngày 9 tháng 10 năm 2017. Một bản lồng tiếng Ả Rập của anime, có tựa đề Beybattle Burst, được công chiếu trên Spacetoon vào ngày 10 tháng 12 năm 2018. Vào năm 2018, nó đã được phát hành tại Ấn Độ.
Vào ngày 11 tháng 2 năm 2017, đã có thông báo xác nhận loạt phim anime truyền hình có phần thứ hai, có tựa đề Beyblade Burst God. Phần này do Kentaro Yamaguchi làm đạo diễn và Katsuhito Akiyama làm đạo diễn chính. Hideki Sonoda và Toshiaki Ōhashi tiếp tục sáng tác loạt phim và thiết kế nhân vật cho Beyblade Burst. Hiroki Matsuoka là đạo diễn hiệu ứng âm thanh, và Zain Effendi là nhà soạn nhạc cho phim. Phần thứ hai được phát sóng từ ngày 3 tháng 4 năm 2017 đến ngày 26 tháng 3 năm 2018. Bản lồng tiếng Anh của anime được chiếu lần đầu trên Teletoon ở Canada vào ngày 4 tháng 11 năm 2017 và trên Disney XD ở Hoa Kỳ vào ngày 4 tháng 12 năm 2017.
Vào ngày 8 tháng 2 năm 2018, thông báo cho mùa thứ ba của loạt phim anime truyền hình đã được xác nhận, mang tên Beyblade Burst Chōzetsu. Những người sản xuất chính trong phần trước tiếp tục thực hiện sản xuất phần này. Phần thứ ba được phát sóng từ ngày 2 tháng 4 đến ngày 25 tháng 3 năm 2019. Bản lồng tiếng Anh của anime được chiếu lần đầu trên Teletoon ở Canada vào ngày 7 tháng 10 năm 2018  và trên Disney XD ở Hoa Kỳ vào ngày 15 tháng 12 năm 2018.
Vào ngày 15 tháng 2 năm 2019, thông báo cho phần thứ tư của loạt anime truyền hình được xác nhận, mang tên Beyblade Burst GT. Phần phim được phát trực tuyến hàng tuần trên kênh YouTube CoroCoro, trang web chính thức của Beyblade và Kênh Takara Tomy từ ngày 5 tháng 4 năm 2019 đến ngày 27 tháng 3 năm 2020. Katsuhito Akiyama là đạo diễn chính phần này, và Ojing chỉ đạo bộ phim tại OLM. Hideki Sonoda trở lại để giám sát kịch bản phần phim, và Toshiaki Ōhashi sẽ quay lại thiết kế các nhân vật. Bản lồng tiếng Anh của anime được chiếu lần đầu trên Disney XD ở Hoa Kỳ vào ngày 8 tháng 2 năm 2020.
Hasbro thông báo mùa 7 của series Beyblade Burst, mang tên Beyblade Burst QuadStrike sẽ ra mắt vào mùa xuân năm 2023.

## Hàng hóa
Hasbro và Sunrights giữ quyền phát hành dòng sản phẩm đồ chơi bên ngoài Nhật Bản. Toys R Us bắt đầu phân phối đồ chơi ở Canada vào tháng 9 năm 2016 và Hasbro bắt đầu phân phối đồ chơi tại Hoa Kỳ vào tháng 1 năm 2017.